# Bezugskosten
Bezugskosten (Beschaffungskosten) sind im Rechnungswesen diejenigen Kosten, die bei der Beschaffung von Material oder Fertigerzeugnissen anfallen.

## Allgemeines
Zum Material gehören Roh-, Werk-, Hilfs- und Betriebsstoffe, aber auch Halbzeuge, Bauteile und Baugruppen, die zur Weiterverarbeitung beschafft werden. Der Handel bezieht Handelswaren oder Commodities, um sie weiterzuverkaufen. Als Rechtsbegriff gibt es im Handelsrecht die vergleichbaren Anschaffungskosten, bei denen die Bezugskosten als Anschaffungsnebenkosten bezeichnet werden. 

## Berechnung
Der Hauptwert des beschafften Materials oder der bezogenen Waren ist ihr Einkaufspreis, der vom Lieferanten in Rechnung gestellt wird. Zusätzlich können Nebenkosten der Beschaffung anfallen, die die Bezugskosten im engeren Sinne darstellen. Hierzu gehören insbesondere Transportkosten (Fracht und Rollgeld), Verpackung, Transportversicherung, Zölle beim etwaigen Import, Montagekosten und sonstige Auslagen oder Gebühren. Diese werden als Bezugskosten dem Einkaufspreis zugeschlagen und ergeben den Einstandspreis. Dieser ist bereits um etwaige Preisnachlässe des Lieferanten (Rabatt, Skonto) gemindert. Die weitere Kalkulation sieht im Handel wie folgt aus:
```
   
Einkaufspreis

   + Bezugskosten
   = 
Einstandspreis

   + 
Handlungskosten
 
   = 
Selbstkostenpreis

   + 
Handelsspanne

   = 
Verkaufspreis
```

Beim Einkaufspreis bleibt die Vorsteuer unberücksichtigt, weil sie von der im Verkaufspreis enthaltenen Mehrwertsteuer abziehbar ist. Die Bezugskosten dürfen jedoch nicht als sonstige Kosten verbucht werden, sondern sind als Anschaffungskosten zu aktivieren, denn sie sind nicht durch eigene Produktions-, Transport- oder Handelsleistung entstanden.

## Verbuchung

### Aufwandsorientiertes Verfahren der Buchungen
Bezugskosten müssen mit folgendem Buchungssatz gebucht werden:
- Aufwandskonto Warenbezug
  - zuzüglich Vorsteuer
- an Geldkonto oder Verbindlichkeiten

Korrekturbuchungen erfolgen netto mit
- Bestandskonto an das jeweilige Bestandsunterkonto.

### Bestandsorientiertes Verfahren
Bezugskosten werden direkt den Roh-, Hilfs- und Betriebsstoffen netto zugerechnet, es erfolgt keine Buchung in einem Aufwandskonto, denn sie sind nach § 255 Handelsgesetzbuch dann aktivierungspflichtig, wenn sie als Einzelkosten direkt einem Kostenträger zugeordnet werden können.

## Betriebswirtschaftliche Aspekte
Da die Bezugskosten einen den Verkaufspreis erhöhenden Kostenfaktor darstellen, muss bei der Beschaffung auch eine Minimierung der Bezugskosten angestrebt werden. Dabei kann die vorhandene Einkaufsmacht (wie sie die großen Supermarktketten Aldi, Rewe Group, Lidl u. a. besitzen) sowohl den Einkaufspreis als auch die Bezugskosten minimieren helfen. Größeres Einkaufsvolumen kann zu niedrigeren Einkaufspreisen und in der Folge auch zu niedrigeren Bezugskosten führen. Im günstigsten Fall sorgt die Handelsklausel „Frei Haus“ dafür, dass der Lieferant sämtliche Transportkosten bis zum Empfängerort übernimmt.